# Regional stormakt
Ett land som inte har det världsinflytande som en reell stormakt har, kan trots det bli betraktad som en regional stormakt om det har inflytande över sina närmaste grannländer i sin region.
I södra Afrika är republiken Sydafrika en regional stormakt. Indien kan ses som en regional stormakt i centrala Sydasien, i viss mån utmanad av Pakistan. Egypten har ibland setts som en regional stormakt i arabvärlden.

### Fotnoter
1. ↑  ”www.essex.ac.uk”. Arkiverad från originalet den 2 februari 2007. https://www.webarchive.org.uk/wayback/archive/20070202120000/http://www.essex.ac.uk/ECPR/events/jointsessions/helsinki/long_ws_outlines/ws9.doc#. Läst 2 februari 2007.
2. ↑  www.giga-hamburg.de Arkiverad 27 mars 2009 hämtat från the Wayback Machine.